# 道の駅山内
道の駅山内（みちのえき やまうち）は、佐賀県武雄市山内町にある国道35号の道の駅である。

## 施設
- 駐車場
  - 普通車 - 58台
  - 大型車 - 3台
  - 身体障がい者用 - 2台
  - 電気自動車用急速充電器 - 1台
- トイレ - いずれも24時間利用可能
  - 男 - 大 2器、小 3器
  - 女 - 4器
  - 身体障がい者用 - 1器
- 公衆電話
- 公衆FAX
- レストラン - 「なな菜[1]」（閉店）
- 売店
  - たまごサンドとお弁当「picnic[2]」
  - 特選品販売所 「黒髪の里」
- 楽焼体験コーナー（8:30 - 18:00）

## 休館日
- 年末年始

## アクセス
- 国道35号 - 登録路線[3]
  - 佐賀県道45号嬉野山内線
  - 佐賀県道104号波佐見山内線

## 周辺
- 佐世保線 三間坂駅
- 東光寺